# Epitonium indianorum
Epitonium indianorum är en snäckart som först beskrevs av Carpenter 1864.  Epitonium indianorum ingår i släktet Epitonium och familjen vindeltrappsnäckor. Inga underarter finns listade i Catalogue of Life.